# Vicente Genaro de Quesada
Vicente Genaro de Quesada, markis av Moncayo, född den 19 september 1782 i Havanna på Kuba, död den 14 augusti 1836 i Madrid, var en spansk krigare. Han var far till Genaro de Quesada y Matheus
de Quesada deltog 1822–1823 som befälhavare för en frikår i de från Frankrike utgående angreppen mot Spaniens konstitutionella statsskick. Han blev 1823 generalkapten i de baskiska provinserna och 1824 i Nya Kastilien samt utnämndes sistnämnda år till markis av Moncayo. Då Ferdinand VII dog, 1833, slöt de Queseda sig till änkedrottningen Maria Kristina, men blev vid den karlistiska resningen 1834 slagen av karlistchefen Tomás de Zumalacárregui vid Pamplona. År 1835 blev de Quesada åter generalkapten i Nya Kastilien och kommendant i Madrid. Han dödades följande år vid ett folkupplopp.